# Pěnice sardinská
Pěnice sardinská (Sylvia sarda nebo Curruca sarda) je středně velký druh pěvců z čeledi pěnicovití (Sylviidae). 

## Taxonomie
Pěnici sardinskou popsal Coenraad Jacob Temminck roku 1820.

## Rozšíření

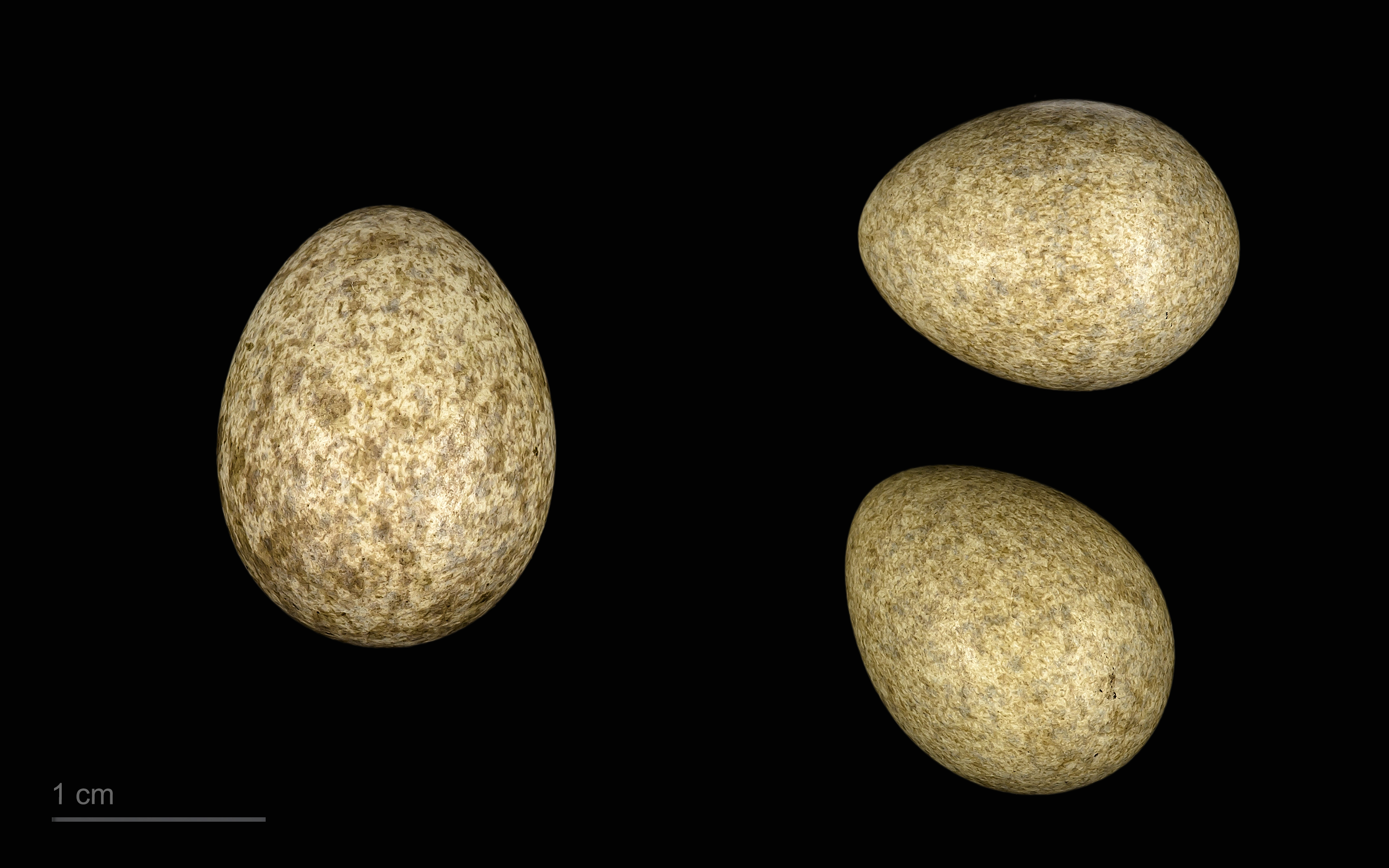
Cuculus canorus canorus + Sylvia sarda

Je hojně rozšířená v západním Středomoří – na Baleárech, Korsice a Sardinii.